# عبد القادر غراب
عبد القادر غراب (مواليد 28 فبراير 1998)، هو لاعب كرة قدم جزائري.

## السيرة
في 9 أغسطس 2019، سجل أول هدف لنادي بارادو في فوز 3-0 على نادي سي آي كامسار الغيني في الدور التمهيدي لكأس الكونفيدرالية الإفريقية 2019-20.